# نظام لوحة البيانات

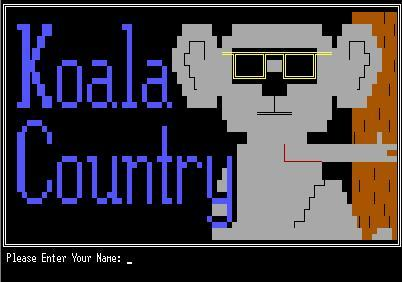
BBS ANSI Login Screen example

نظام لوحة الإعلانات هو نظام حاسوبي يعمل من خلاله برنامج يُمكن المستخدمين من الاتصال والدخول إلى النظام باستخدام المحطة الطرفية. عند الدخول إلى النظام, يستطيع المستخدم تنفيذ عمليات مثل تحميل وإرسال البرامج أو البيانات كذلك يستطيع المستخدم قراءة الأخبار والنشرات وتبادل الرسائل مع المستخدمين الآخرين.